# Apanteles coffeellae
Apanteles coffeellae är en stekelart som beskrevs av Muesebeck 1958. Apanteles coffeellae ingår i släktet Apanteles och familjen bracksteklar. Inga underarter finns listade i Catalogue of Life.